# Tristan Schoolkate
Tristan Schoolkate (* 26. Februar 2001 in Perth, Western Australia) ist ein australischer Tennisspieler.

## Karriere
Schoolgate begann mit vier Jahren Tennis zu spielen und wurde anfangs von seinem Vater trainiert, der Tennistrainer beim Claremont Lawn Tennis Club war.
2019, in seinem letzten Jahr als Junior spielte er bei allen vier Grand-Slam-Turnieren auf der ITF Junior Tour. Bei den US Open und in Wimbledon erreichte er dabei die dritte Runde. Seinen größten Titel als Junior gewann Schoolkate 2019 im Doppelwettbewerb von Mailand an der Seite von Dane Sweeny. In der Junior-Rangliste erreichte er seinen Höchstwert von Platz 28 im November 2019.
Im Jahr 2019 spielte er auch erste Turniere bei den Profis, die vor allem durch Wildcards der australischen Turnierverantwortlichen ermöglicht wurden. In Playford konnte er das erste Mal Mal bei einem Turnier der ATP Challenger Tour das Achtelfinale erreichen; im Doppel stand er im Viertelfinale. 2020 spielte er pandemiebedingt nur wenige Turniere. Anfang 2021 gab er sein Debüt auf der ATP Tour, als er eine Wildcard in den Einzel- und Doppeldraw des Turniers in Melbourne erhielt. Dort unterlag er im Einzel dem Niederländer Botic van de Zandschulp. Im Doppel gaben er und Dane Sweeny im zweiten Satz auf. In der Tennisweltrangliste erreichte er jeweils bereits einen Platz in den Top 1000.

## Erfolge
| Legende (Anzahl der Siege)  |
| Grand Slam                  |
| ATP Finals                  |
| ATP World Tour Masters 1000 |
| ATP Tour 500                |
| ATP Tour 250                |
| ATP Challenger Tour (9)     |

### Einzel

#### Turniersiege
| Nr. | Datum           | Turnier   | Belag     | Finalgegner           | Ergebnis       |
| --- | --------------- | --------- | --------- | --------------------- | -------------- |
| 1.  | 5. Mai 2024     | Guangzhou | Hartplatz | Adam Walton           | 6:3, 3:6, 6:3  |
| 2.  | 2. Februar 2025 | Brisbane  | Hartplatz | Marek Gengel          | 7:63, 7:64     |
| 3.  | 15. Juni 2025   | Ilkley    | Rasen     | Jack Pinnington Jones | 6:78, 6:4, 6:3 |

### Doppel

#### Turniersiege
| Nr. | Datum              | Turnier          | Belag     | Partner      | Finalgegner                        | Ergebnis          |
| --- | ------------------ | ---------------- | --------- | ------------ | ---------------------------------- | ----------------- |
| 1.  | 5. November 2022   | Sydney           | Hartplatz | Blake Ellis  | Ajeet Rai Yūta Shimizu             | 4:6, 7:5, [11:9]  |
| 2.  | 8. Juli 2023       | Bloomfield Hills | Hartplatz | Adam Walton  | Blake Ellis Calum Puttergill       | 7:5, 6:3          |
| 3.  | 24. Februar 2024   | Pune             | Hartplatz | Adam Walton  | Dan Added Chung Yun-seong          | 7:64, 7:5         |
| 4.  | 4. Mai 2024        | Guangzhou        | Hartplatz | Blake Ellis  | Nam Ji-sung Patrik Niklas-Salminen | 6:2, 6:74, [10:4] |
| 5.  | 28. September 2024 | Charleston       | Hartplatz | Luke Saville | Calum Puttergill Dane Sweeny       | 6:73, 6:1, [10:3] |
| 6.  | 5. Oktober 2024    | Tiburon          | Hartplatz | Luke Saville | Patrick Kypson Eliot Spizzirri     | 6:4, 6:2          |

#### Finalteilnahmen
| Nr. | Datum         | Turnier   | Belag     | Partner       | Finalgegner          | Ergebnis  |
| --- | ------------- | --------- | --------- | ------------- | -------------------- | --------- |
| 1.  | 20. Juli 2025 | Los Cabos | Hartplatz | Blake Bayldon | Robert Cash JJ Tracy | 6:74, 4:6 |